# (11297) 1992 PP6
1992 بي بي 6 (ويعرف أيضًا باسم (11297) 1992 بي بي 6 وفق تسمية الكوكب الصغير) (بالإنجليزية: 1992 PP6)‏ هو كويكب ضمن حزام الكويكبات؛ وترتيبه 11297 من حيث الاكتشاف.
اكتُشف هذا الجُرم الفلكي بواسطة Álvaro López-García ‏ في 5 أغسطس 1992.

## وصلات خارجية
- (11297) 1992 PP6 في قاعدة بيانات مختبر الدفع النفاث لأجرام النظام الشمسي الصغيرة

- الاكتشاف · مخطط المدار ·  العناصر المدارية · المعلمات المادية

- (11297) 1992 PP6 على موقع ويكي سكاي: DSS2, SDSS, GALEX, IRAS, Hydrogen α, X-Ray, Astrophoto, Sky Map, Articles and images